# Streamline Ewing
John Richard "Streamline" Ewing (Topeka, 19 januari 1917 - Pasadena, 1 februari 2002) was een Amerikaanse jazz-trombonist.
Ewing begon zijn loopbaan bij Gene Coy en kreeg bekendheid als lid van de band van Horace Henderson (1938). In de periode 1938-1942 werkte hij bij pianist en bandleider Earl Hines. Hij speelde in de bigbands van Louis Armstrong en Lionel Hampton en daarna in de groepen van Jimmie Lunceford (1943-1945), Cab Calloway (1946 en 1949), Jay McShann (1948), Cootie Williams (1950), Louis Jordan en Earl Bostic. In het begin van de jaren vijftig vertrok hij naar Californië en speelde daar met George Jenkins. Ook was hij er actief als studiomuzikant, onder andere voor opnames van T-Bone Walker en Gerald Wilson. In 1956 speelde hij voor het eerst samen met de trompettist Teddy Buckner: hij zou dat tot in de jaren tachtig vaker doen. In 1958 en 1960 nam Ewing op met zijn band de Streamliners. In de jaren zestig toerde hij onder meer met Henderson en Rex Stewart. In 1969 was hij lid van de Young Men of New Orleans. Later werkte hij in de Eagle Brass Band (1983) en speelde hij bij Johnny Otis. In de jaren negentig speelde hij mee op twee albums van Willy DeVille.
- Bibliothèque nationale de France: cb139220001 (data)
- International Standard Name Identifier: 0000 0000 7839 3175
- Library of Congress Control Number: no99016774
- MusicBrainz: 3afe9f17-2c12-45a5-b07a-1998a9f99a50
- Virtual International Authority File: 43929880
- WorldCat: E39PBJm4RFGwT3b46TvtVykFKd